# Sambal

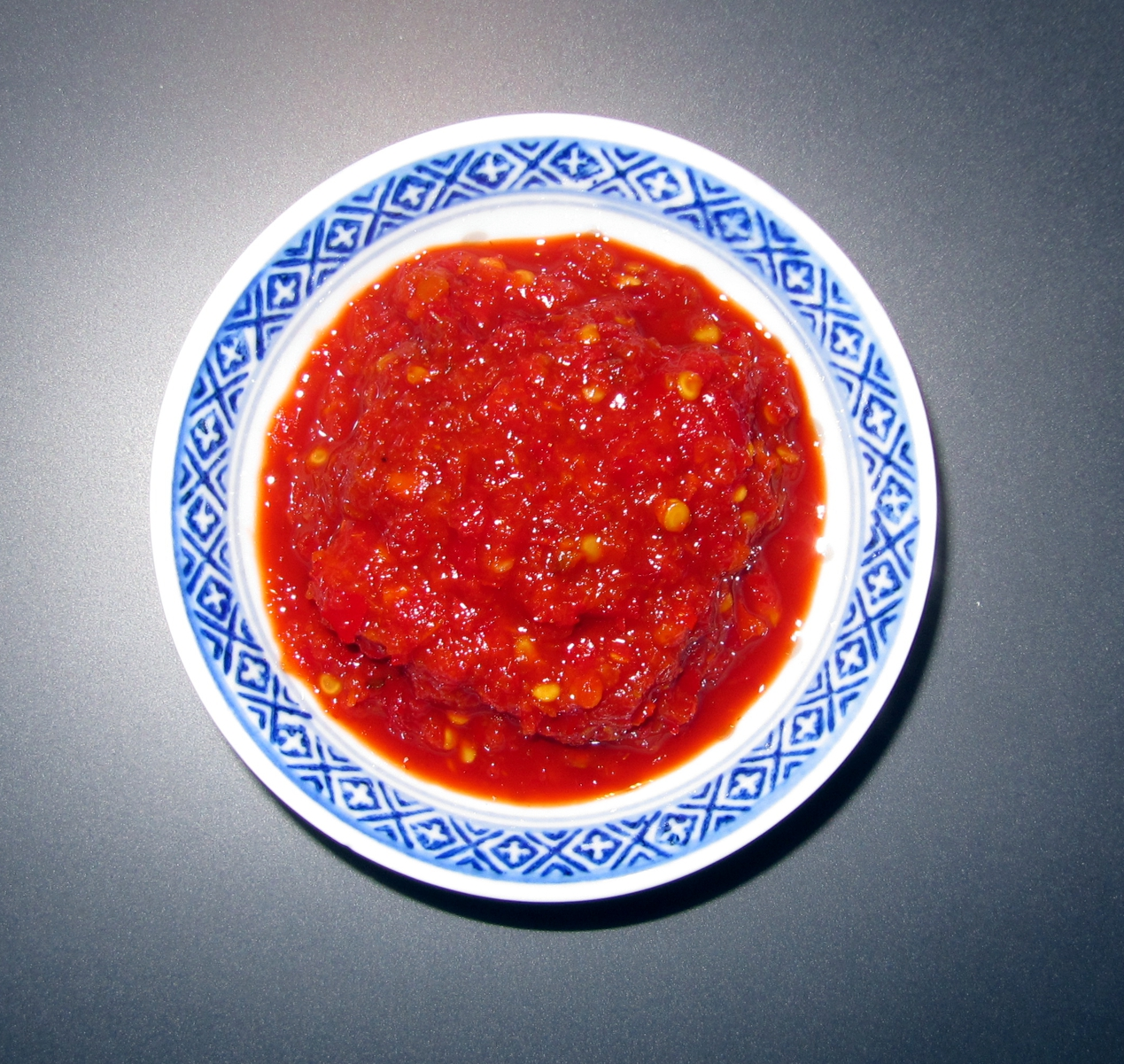

Sambal  är en stark kryddpasta som används i bland annat det asiatiska köket. Sambal innehåller chili, vitlök, farinsocker, citron och olja. Flera varianter med andra ingredienser och smaker förekommer, exempelvis sambal badjak, sambal belacan, sambal ulek (oelek) och sambal udang.
Sambal används till exempel i ris- , skaldjurs- och grönsaksrätter.